# Campionato mondiale di hockey su ghiaccio - Seconda Divisione 2011
Il Campionato mondiale di hockey su ghiaccio - Seconda Divisione 2011 è un torneo di hockey su ghiaccio organizzato dall'International Ice Hockey Federation. Le dodici squadre partecipanti sono state divise in due gironi da sei ciascuno. Il torneo del Gruppo A si è svolto a Melbourne, in Australia, dal 4 al 10 aprile. Le partite del Gruppo B invece si giocano a Zagabria, in Croazia, dal 10 al 16 aprile. L'Australia ha vinto il Gruppo A mentre la Romania il Gruppo B, garantendosi così la partecipazione al Campionato mondiale di hockey su ghiaccio - Prima Divisione 2012. Al contrario la Corea del Nord e l'Irlanda, giunte all'ultimo posto dei rispettivi gironi, sono state retrocesse per il 2012 in Terza Divisione. Israele e il Sudafrica, giunti nei primi due posti della Terza Divisione, sostituiscono nel 2012 la Corea del Nord e l'Irlanda.

## Partecipanti

### Gruppo A
| Nazionale      | Qualificazione                                                  |
| -------------- | --------------------------------------------------------------- |
| Serbia         | Sesta e retrocessa dalla Prima Divisione - Gruppo A del 2010.   |
| Australia      | Ospitante, seconda nella Seconda Divisione - Gruppo A del 2010. |
| Belgio         | Terzo nella Seconda Divisione - Gruppo A del 2010.              |
| Nuova Zelanda  | Quarta nella Seconda Divisione - Gruppo B del 2010.             |
| Messico        | Quinto nella Seconda Divisione - Gruppo A del 2010.             |
| Corea del Nord | Prima e promossa dalla Terza Divisione - Gruppo B del 2010.     |

### Gruppo B
| Nazionale | Qualificazione                                                           |
| --------- | ------------------------------------------------------------------------ |
| Croazia   | Ospitante, sesta e retrocessa dalla Prima Divisione - Gruppo B del 2010. |
| Romania   | Seconda nella Seconda Divisione - Gruppo B del 2010.                     |
| Islanda   | Terza nella Seconda Divisione - Gruppo B del 2010.                       |
| Bulgaria  | Quarta nella Seconda Divisione - Gruppo A del 2010.                      |
| Cina      | Quinta nella Seconda Divisione - Gruppo B del 2010.                      |
| Irlanda   | Prima e promossa dalla Terza Divisione - Gruppo A del 2010.              |

## Gruppo A

### Incontri
| Melbourne 4 aprile 2011, ore 13:00 | Belgio | 3 – 2 (1-1; 2-0; 0-1) referto | Serbia | Ice House (134 spett.) |

| Melbourne 4 aprile 2011, ore 16:30 | Corea del Nord | 0 – 5* | Nuova Zelanda | Ice House |

| Melbourne 4 aprile 2011, ore 20:00 | Australia | 11 – 1 (1-0; 4-0; 6-1) referto | Messico | Ice House (1.200 spett.) |

| Melbourne 5 aprile 2011, ore 15:45 | Serbia | 6 – 4 (4-1; 0-0; 2-3) referto | Nuova Zelanda | Ice House (358 spett.) |

| Melbourne 5 aprile 2011, ore 19:15 | Messico | 5 – 0* | Corea del Nord | Ice House |

| Melbourne 6 aprile 2011, ore 20:00 | Australia | 5 – 3 (0-0; 3-1; 2-2) referto | Belgio | Ice House (1.320 spett.) |

| Melbourne 7 aprile 2011, ore 13:00 | Serbia | 7 – 0 (1-0; 4-0; 2-0) referto | Messico | Ice House (103 spett.) |

| Melbourne 7 aprile 2011, ore 16:30 | Belgio | 0 – 5 (0-2; 0-3; 0-0) referto | Nuova Zelanda | Ice House (256 spett.) |

| Melbourne 7 aprile 2011, ore 20:00 | Australia | 5 – 0* | Corea del Nord | Ice House |

| Melbourne 8 aprile 2011, ore 20:00 | Corea del Nord | 0 – 5* | Serbia | Ice House |

| Melbourne 9 aprile 2011, ore 16:30 | Messico | 2 – 8 (1-1; 0-3; 1-4) referto | Belgio | Ice House (280 spett.) |

| Melbourne 9 aprile 2011, ore 20:00 | Nuova Zelanda | 0 – 2 (0-0; 0-2; 0-0) referto | Australia | Ice House (1.500 spett.) |

| Melbourne 10 aprile 2011, ore 12:10 | Belgio | 5 – 0* | Corea del Nord | Ice House |

| Melbourne 10 aprile 2011, ore 15:45 | Nuova Zelanda | 5 – 0 (1-0; 2-0; 2-0) referto | Messico | Ice House (531 spett.) |

| Melbourne 10 aprile 2011, ore 19:15 | Serbia | 2 – 4 (1-2; 0-1; 1-1) referto | Australia | Ice House (1.550 spett.) |

### Classifica
| Pos. |                | PG | V | VOT | POT | P | GF | GS | DR  | Pt |
| 1.   | Australia      | 5  | 5 | 0   | 0   | 0 | 27 | 6  | +21 | 15 |
| 2.   | Nuova Zelanda  | 5  | 3 | 0   | 0   | 2 | 19 | 8  | +11 | 9  |
| 3.   | Serbia         | 5  | 3 | 0   | 0   | 2 | 22 | 11 | +11 | 9  |
| 4.   | Belgio         | 5  | 3 | 0   | 0   | 2 | 19 | 14 | +5  | 9  |
| 5.   | Messico        | 5  | 1 | 0   | 0   | 4 | 8  | 31 | -23 | 3  |
| 6.   | Corea del Nord | 5  | 0 | 0   | 0   | 5 | 0  | 25 | -25 | 0  |

### Riconoscimenti individuali
- Miglior portiere: Zak Nothling -  Nuova Zelanda
- Miglior difensore: Nikola Bibić -  Serbia
- Miglior attaccante: Joseph Hughes -  Australia

### Classifica marcatori
| Giocatore           | PG | G | A | Pt | +/- | MP |
| ------------------- | -- | - | - | -- | --- | -- |
| Joseph Hughes       | 4  | 7 | 4 | 11 | +4  | 4  |
| Lliam Webster       | 4  | 4 | 3 | 7  | +4  | 2  |
| Chris Eaden         | 4  | 5 | 1 | 6  | +1  | 2  |
| Nathan Walker       | 4  | 4 | 2 | 6  | +7  | 4  |
| Bryan Kolodziejczyk | 4  | 3 | 3 | 6  | +2  | 14 |
| Greg Oddy           | 4  | 2 | 4 | 6  | +5  | 2  |
| Nemanja Vučurević   | 4  | 1 | 5 | 6  | +5  | 0  |
| Marko Sretović      | 4  | 4 | 1 | 5  | +2  | 2  |
| Paris Heyd          | 4  | 2 | 3 | 5  | +1  | 4  |
| Branko Mamić        | 4  | 1 | 4 | 5  | +4  | 10 |

Fonte: IIHF.com

### Classifica portieri
| Giocatore         | Min    | TC  | GS | SO | MGS  | Sv%    |
| ----------------- | ------ | --- | -- | -- | ---- | ------ |
| Rick Parry        | 120:00 | 48  | 0  | 2  | 0.00 | 100.00 |
| Matthew Ezzy      | 240:00 | 116 | 6  | 1  | 1.50 | 95.08  |
| Zak Nothling      | 119:21 | 88  | 8  | 0  | 4.02 | 91.67  |
| Bjorn Steijlen    | 159:51 | 103 | 11 | 0  | 4.13 | 90.35  |
| Arsenije Rankovic | 152:53 | 56  | 8  | 0  | 3.14 | 87.50  |

Fonte: IIHF.com

## Gruppo B

### Incontri
| Zagabria 10 aprile 2011, ore 13:00 | Romania | 9 – 4 (5-1; 1-2; 3-1) referto | Cina | Dom Sportova (100 spett.) |

| Zagabria 10 aprile 2011, ore 16:30 | Irlanda | 0 – 6 (0-2; 0-4; 0-0) referto | Bulgaria | Dom Sportova (120 spett.) |

| Zagabria 10 aprile 2011, ore 20:00 | Islanda | 0 – 9 (0-3; 0-3; 0-3) referto | Croazia | Dom Sportova (3.000 spett.) |

| Zagabria 11 aprile 2011, ore 13:00 | Cina | 5 – 0 (0-0; 2-0; 3-0) referto | Irlanda | Dom Sportova (80 spett.) |

| Zagabria 11 aprile 2011, ore 16:30 | Romania | 4 – 2 (0-1; 2-1; 2-0) referto | Islanda | Dom Sportova (85 spett.) |

| Zagabria 11 aprile 2011, ore 20:00 | Croazia | 17 – 2 (4-0; 9-1; 4-1) referto | Bulgaria | Dom Sportova (1.000 spett.) |

| Zagabria 13 aprile 2011, ore 13:00 | Islanda | 3 – 2 (0-0; 3-0; 0-2) referto | Bulgaria | Dom Sportova (60 spett.) |

| Zagabria 13 aprile 2011, ore 16:30 | Romania | 22 – 0 (6-0; 8-0; 8-0) referto | Irlanda | Dom Sportova (80 spett.) |

| Zagabria 13 aprile 2011, ore 20:00 | Croazia | 5 – 2 (1-1; 3-0; 1-1) referto | Cina | Dom Sportova (1.200 spett.) |

| Zagabria 15 aprile 2011, ore 13:00 | Bulgaria | 1 – 10 (0-3; 1-5; 0-2) referto | Romania | Dom Sportova (40 spett.) |

| Zagabria 15 aprile 2011, ore 16:30 | Cina | 3 – 5 (1-1; 1-3; 1-1) referto | Islanda | Dom Sportova (100 spett.) |

| Zagabria 15 aprile 2011, ore 20:00 | Irlanda | 4 – 21 (1-7; 0-6; 3-8) referto | Croazia | Dom Sportova (850 spett.) |

| Zagabria 16 aprile 2011, ore 13:30 | Bulgaria | 6 – 12 (0-2; 4-5; 2-5) referto | Cina | Dom Sportova (70 spett.) |

| Zagabria 16 aprile 2011, ore 16:30 | Islanda | 14 – 0 (6-0; 5-0; 3-0) referto | Irlanda | Dom Sportova (100 spett.) |

| Zagabria 16 aprile 2011, ore 20:00 | Croazia | 1 – 2 (1-0; 0-1; 0-1) referto | Romania | Dom Sportova (3.000 spett.) |

### Classifica
| Pos. |          | PG | V | VOT | POT | P | GF | GS | DR  | Pt |
| 1.   | Romania  | 5  | 5 | 0   | 0   | 0 | 47 | 8  | +39 | 15 |
| 2.   | Croazia  | 5  | 4 | 0   | 0   | 1 | 53 | 10 | +43 | 12 |
| 3.   | Islanda  | 5  | 3 | 0   | 0   | 2 | 24 | 18 | +6  | 9  |
| 4.   | Cina     | 5  | 2 | 0   | 0   | 3 | 26 | 25 | +1  | 6  |
| 5.   | Bulgaria | 5  | 1 | 0   | 0   | 4 | 17 | 42 | -25 | 3  |
| 6.   | Irlanda  | 5  | 0 | 0   | 0   | 5 | 4  | 68 | -64 | 0  |

### Riconoscimenti individuali
- Miglior portiere: Mate Tomljenović -  Croazia
- Miglior difensore: Szabolcs Papp -  Romania
- Miglior attaccante: Marko Lovrenčić -  Croazia

### Classifica marcatori
| Giocatore         | PG | G | A  | Pt | +/- | MP |
| ----------------- | -- | - | -- | -- | --- | -- |
| Marko Lovrenčić   | 5  | 8 | 10 | 18 | +12 | 2  |
| Borna Rendulić    | 5  | 8 | 9  | 17 | +10 | 6  |
| Dominik Kanaet    | 5  | 7 | 9  | 16 | +12 | 2  |
| Zsombor Antal     | 5  | 4 | 10 | 14 | +8  | 4  |
| István Nagy       | 5  | 3 | 8  | 11 | +13 | 3  |
| Egill Thormodsson | 5  | 6 | 4  | 10 | +4  | 0  |
| Szabolcs Papp     | 5  | 5 | 5  | 10 | +14 | 0  |
| Mislav Blagus     | 5  | 4 | 6  | 10 | +11 | 0  |
| Emil Alengaard    | 5  | 2 | 8  | 10 | +3  | 2  |
| Zhang Weiyang     | 5  | 8 | 1  | 9  | -3  | 4  |

Fonte: IIHF.com

### Classifica portieri
| Giocatore              | Min    | TC  | GS | SO | MGS  | Sv%   |
| ---------------------- | ------ | --- | -- | -- | ---- | ----- |
| Mate Tomljenović       | 208:04 | 68  | 5  | 1  | 1.44 | 92.65 |
| Adrian Catrinoi Cornea | 243:44 | 86  | 7  | 0  | 1.72 | 91.86 |
| Dennis Hedstrom        | 239:09 | 140 | 14 | 0  | 3.51 | 90.00 |
| Xie Ming               | 183:42 | 93  | 12 | 1  | 3.92 | 87.10 |
| Konstantin Mihaylov    | 279:30 | 242 | 35 | 0  | 7.51 | 85.54 |

Fonte: IIHF.com